# سنبل تپه
سنبل تپه در شهرستان قوچان، بخش مرکزی، روستای گوگانلو واقع شده و این اثر در تاریخ ۲۴ تیر ۱۳۸۲ با شمارهٔ ثبت ۹۲۴۹ به‌عنوان یکی از آثار ملی ایران به ثبت رسیده است.